# Rayland
Rayland és una població dels Estats Units a l'estat d'Ohio. Segons el cens del 2000 tenia 434 habitants.

## Demografia
Segons el cens del 2000, Rayland tenia 434 habitants, 175 habitatges, i 134 famílies. La densitat de població era de 389,7 habitants/km².
Dels 175 habitatges en un 26,9% hi vivien nens de menys de 18 anys, en un 57,1% hi vivien parelles casades, en un 14,3% dones solteres, i en un 23,4% no eren unitats familiars. En el 20,6% dels habitatges hi vivien persones soles el 13,7% de les quals corresponia a persones de 65 anys o més que vivien soles. El nombre mitjà de persones vivint en cada habitatge era de 2,48 i el nombre mitjà de persones que vivien en cada família era de 2,84.
Per edats la població es repartia de la següent manera: un 22,1% tenia menys de 18 anys, un 7,8% entre 18 i 24, un 23,3% entre 25 i 44, un 23% de 45 a 60 i un 23,7% 65 anys o més.
L'edat mediana era de 43 anys. Per cada 100 dones de 18 o més anys hi havia 87,8 homes.
La renda mediana per habitatge era de 27.386 $ i la renda mediana per família de 35.000 $. Els homes tenien una renda mediana de 38.500 $ mentre que les dones 19.531 $. La renda per capita de la població era de 13.382 $. Aproximadament el 17,1% de les famílies i el 23,3% de la població estaven per davall del llindar de pobresa.

## Poblacions més properes
El següent diagrama mostra les poblacions més properes.